# Pàvel Vinogràdov
Pàvel Vladímirovitx Vinogràdov (rus: Павел Владимирович Виноградов) (nascut el 31 d'agost de 1953 a Magadan, URSS) és un cosmonauta. Fins al juny de 2010, ha volat dues vegades a l'espai i és un dels top 20 d'astronautes en termes de temps total en l'espai. Vinogràdov també va conduir sis passeigs espacials en la seva carrera de cosmonauta.